# L'uomo di Pietroburgo
L'uomo di Pietroburgo (The Man from St. Petersburg) è un thriller del 1982 dello scrittore britannico Ken Follett, ambientato nella Londra del 1914, alla vigilia della prima guerra mondiale. In Italia è stato pubblicato dalla Mondadori nel 1982 con ristampe nel 2000 e nel 2004.

## Trama
Il romanzo è ambientato durante la vigilia del primo conflitto mondiale, con l'impero britannico alla disperata ricerca di alleati per contrastare l'assalto della Germania. Winston Churchill, giovane e caparbio primo lord dell'ammiragliato, si reca da lord Stephen Walden per cercare l'aiuto del giovane principe Aleksej Orlov, nipote di Walden e dello zar Nicola II, che sta giungendo nel Regno Unito per dei colloqui segreti con il governo inglese.
A Londra però sta per arrivare anche il pericoloso anarchico russo Feliks Ksessinsky, l'uomo senza paura venuto da Pietroburgo, che deve uccidere il principe Orlov e cercare di impedire la partecipazione russa alla prima guerra mondiale. L'anarchico troverà l'aiuto inaspettato della giovane Charlotte Walden, che scoprirà essere sua figlia, ma dovrà scontrarsi con il capo della sezione speciale di Scotland Yard Basil Thomson.

## Personaggi

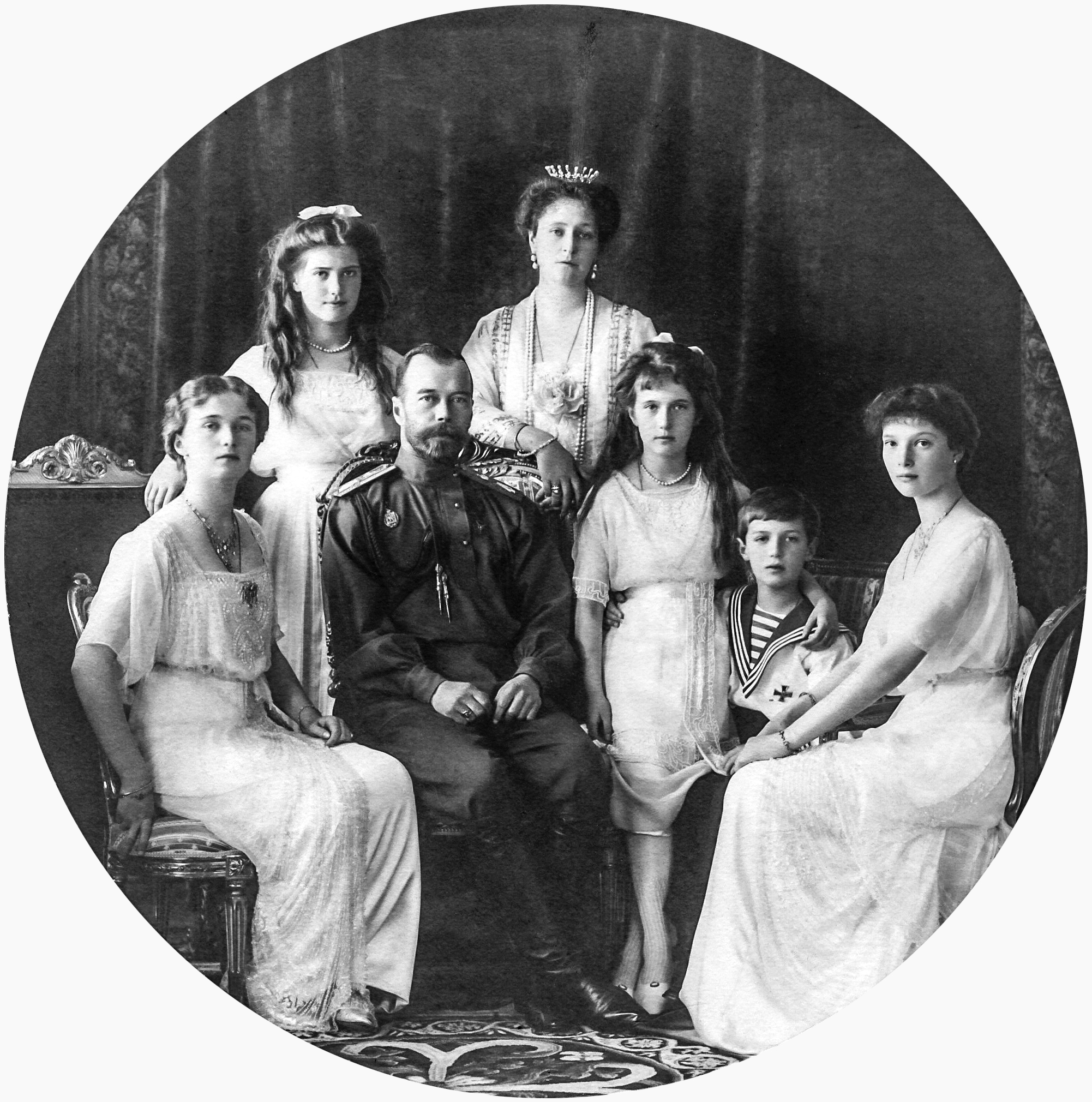
Lo zar Nicola II e l'intera famiglia imperiale russa

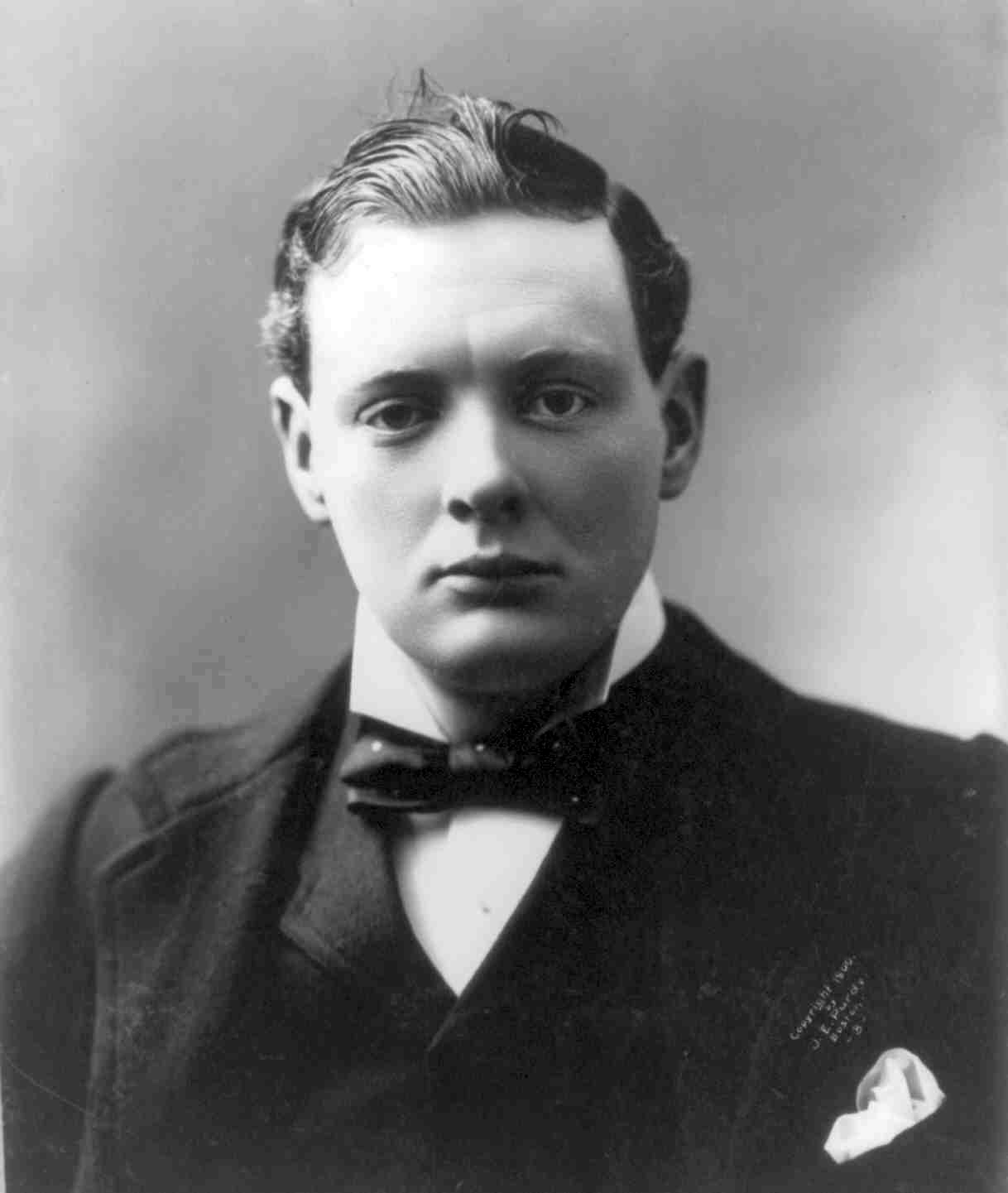
Winston Churchill, primo lord dell'ammiragliato inglese

### Personaggi principali
- Feliks Davidovic Ksessinsky, terrorista anarchico, figlio di un prete di campagna nel governatorato di Tambov; il suo percorso lo porta a Pietroburgo, in Siberia, a Ginevra e in Inghilterra.
- Aleksej Andreevic Orlov, principe trentenne, ammiraglio della marina russa; è il nipote di Lydia (figlio della sorella maggiore) e nipote dello zar di Russia, Nicola II (fratello di suo padre deceduto).
- Stephen Walden, ottavo conte di Walden, succeduto a suo padre, settimo conte.
- Lydia Walden, moglie di Stephen Walden, ama suonare il pianoforte; è russa, figlia del conte Shatov, ha due fratelli maschi e una sorella, la madre del principe Aleksej Orlov.
- Charlotte Walden, diciottenne, unica figlia di Lydia e Stephen Walden.

### Personaggi secondari
- Basil Thomson, poliziotto esperto dell'ambiente criminale-anarchico dell'East End di Londra al vertice della Sezione Speciale, unità della polizia politica di Scotland Yard.
- Arthur Langley, capo della polizia della contea di Walden Hall, già compagno di scuola di Stephen Walden.
- George Walden, fratello minore di Stephen Walden.
- Belinda Walden, figlia di George e della sua prima moglie, cugina e coetanea di Charlotte.
- Clarissa Walden, seconda moglie di George Walden e matrigna di Belinda; ha dato due gemelli al marito.
- Jonathan, giovane fratello minore di Clarissa Walden.
- Kiril, cugino di Lydia, lavora per il ministro degli esteri; quando Lydia era ancora in Russia, era vedovo.
- Dmitri e Maks, fratelli maggiori di Lydia.
- Tatiana, sorella maggiore di Lydia e madre del principe Aleksej Orlov.
- Bourdon (madame), sarta personale di Lady Lydia a Londra.
- Pritchard, maggiordomo di Stephen Walden, londinese.
- William, cocchiere dei Walden.
- Bridget Callahan, settantenne irlandese residente a Londra, affitta una camera a Feliks Ksessinsky.
- Hans, anarchico, fa l'orologiaio in Inghilterra; uno dei contatti di Feliks.
- Nathan Sabelinsky, anarchico ventenne, slavo, giocatore d'azzardo, vive in Inghilterra; uno dei contatti di Feliks.
- Ulrich, tipografo anarchico, intellettuale, residente a Ginevra, amico di Feliks.
- Yevno, anarchico, studente di filosofia, residente a Ginevra, amico di Feliks.

Personaggi storici
- Nicola II, zar di Russia.
- Giorgio V, re d'Inghilterra.
- Herbert Henry Asquith, primo ministro inglese.
- David Lloyd George, ministro inglese.
- Winston Churchill, ministro della marina inglese (governo liberale).
- Edward Grey, segretario degli esteri inglese.
- Emmeline Pankhurst, lotta per i diritti delle donne e interviene nelle assemblee delle suffragette.
- Francesco Giuseppe, imperatore d'Austria-Ungheria.
- Francesco Ferdinando, arciduca erede dell'impero austro-ungarico, assassinato da uno studente in Bosnia.

## Edizioni
- Ken Follett, L'uomo di Pietroburgo, Arnoldo Mondadori Editore, 1984,  p. 336, ISBN 978-88-04-24782-1.